# Roberta Lombardi

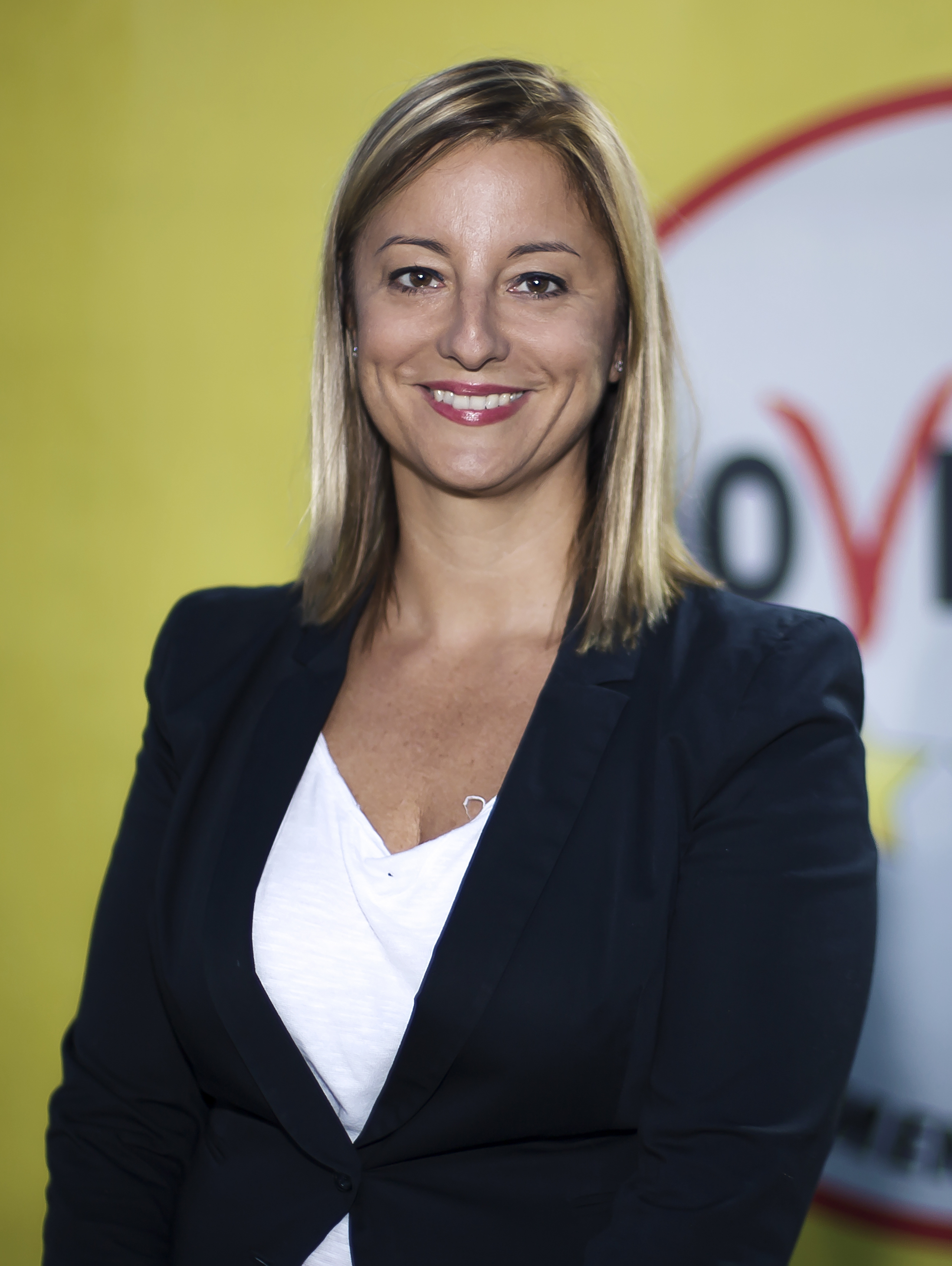
Roberta Lombardi (2017)

Roberta Lombardi (* 15. August 1973 in Orbetello, Provinz Grosseto) ist eine italienische Juristin und Politikerin der Fünf-Sterne-Bewegung. Sie war von 2013 bis 2018 Mitglied der Camera dei deputati.

## Leben
Lombardi legte 1992 die Matura an einem naturwissenschaftlichen Liceo in Rom ab und studierte anschließend bis 2001 Rechtswissenschaften an der Universität La Sapienza und machte ihren Abschluss in Handelsrecht. Anschließend absolvierte sie einen Spezialisierungskurs an der Managementhochschule LUISS. Von 2003 bis 2013 arbeitete sie in verschiedenen Positionen für eine Innenarchitekturfirma im Luxussegment.
Lombardi kandidierte bereits bei der Kommunalwahl 2008 in Rom für die Liste Amici di Beppe Grillo („Freunde Beppe Grillos“) und war im Jahr darauf Gründungsmitglied des Movimento 5 Stelle (Fünf-Sterne-Bewegung). Bei der Parlamentswahl im Februar 2013 wurde sie als Vertreterin des Wahlkreises Latium I in die Abgeordnetenkammer gewählt. Von März 2013 bis Juli 2013 war sie Vorsitzende der Fraktion der Fünf-Sterne-Bewegung. Bevor sie ins Parlament gewählt worden war, hatte sie sich im Januar 2013 in einem Blogbeitrag über Vorteile des Faschismus geäußert; vor der Parlamentswahl 2018 warb sie für „mehr Touristen, weniger Flüchtlinge“.
Bei der Regionalwahl in Latium im März 2018 (gleichzeitig mit der nationalen Parlamentswahl) war Lombardi Spitzenkandidatin der Fünf-Sterne-Bewegung. Sie kam mit 27 Prozent der Stimmen auf den dritten Platz hinter Nicola Zingaretti (Partito Democratico) und Stefano Parisi (Mitte-rechts-Bündnis). Seither gehört sie dem Regionalrat von Latium an. Im März 2021 berief Zingaretti sie als Beigeordnete für ökologischen und digitalen Wandel in die Regionalregierung.
Lombardi lebt in Rom. Sie ist Mutter von zwei Kindern.